# مضادات حيوية معزوله عن البكتيريا
Acyldepsipeptide أو دوري acyldepsipeptide (ADEP) هي فئة من المضادات الحيوية الأولى المعزولة من البكتيرياوتصرف من قبل قانون تحرير ClpP البروتيني. من طبيعية ADEPs أصلا العثور على منتجات التخمير الهوائي من المتسلسله الصادة أو العازله hawaiiensis ,A54556A و ب، [1] و في الثقافة مرق من نوع المتسلسله، enopeptin أ وب. [2] ADEPs ذات أهمية كبيرة في تطوير الأدوية بسبب خصائص المضادات الحيوية الموجودة بها وبالتالي يتم تعديل في محاولة لتحقيق قدر أكبر من نشاط مضادات الميكروبات.[3][4]
الدور المحتمل ل ADEPs في مكافحة المضادات الحيوية المقاومة افترض بسبب هذه الرواية، طريقة عمل المضادات الحيوية الأخرى غير معروفة إلى استخدام التنشيط من الكازين التحللي الانزيمي(بروتيازي)(ClpP) الذي هو أحد أهم الانزيمات البكتيرية .[5][6] معظم المضادات الحيوية تعمل من خلال تثيط عمليات إنشاء خلية الموت، بينما يعمل ADEPs فعلا من خلال تنشيط البروتينات لتسبب تحلل أو نزول البروتين غير المنضبط، تثبيط انقسام الخلايا، وموت الخلايا لاحقا.[3][4][7] أنها تؤثر إلى حد كبير على البكتيريا إيجابية-الجرام[4] ويمكن أن تكون ذات فائدة كبيرة لاستهداف المقاومة للمضادات الحيوية للميكروبات مثل الميثيسيلين (MRSA), مقاومة البنسلين العقدية الرئوية (PRSP) ، المتفطرة السلية، وغيرها.[3] [4] على الرغم من احتمال استخدام ADEP ، فحصت مقاومة محتملة في أنواع معينة.[8]
```
                      
التركيبات الكيميائية للأدوية الطبيعية
```